# 居里夫人 (1943年电影)
《居里夫人》（英語：Madame Curie），是一部美国传记电影，1943年由米高梅公司制作。导演为茂文·李洛埃，制片人为悉尼·富兰克林。本片题材内容是波兰裔法国科学家玛丽·居里的故事，主要根据艾芙·居里写的居里夫人传记改编而成。

## 演員

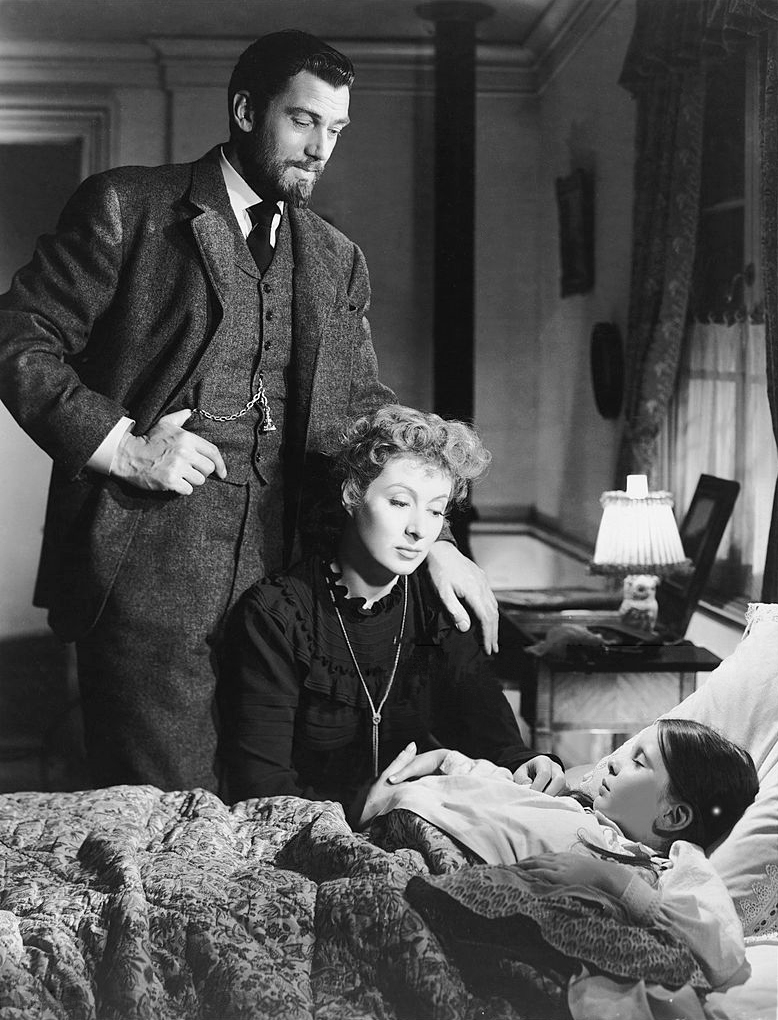
沃尔特·皮金、葛麗·嘉遜與瑪格麗特·奧布賴恩在《居里夫人》

- 葛麗·嘉遜飾演玛丽·居里
- 沃尔特·皮金飾演皮埃尔·居里

## 外部連結
- 美国电影学会目录上的《居里夫人》（英文）
- TCM电影资料库上《居里夫人》的资料（英文）
- 互联网电影数据库（IMDb）上《居里夫人》的资料（英文）